# Geithus Idrettslag
Il Geithus Idrettslag è una società calcistica norvegese con sede nella città di Geithus. Il club disputò due stagioni nella Norgesserien, all'epoca massima divisione locale.